# Hugo Chemin
Hugo Chemin (n. Ramos Mejía,  La Matanza, Buenos Aires, Argentina; 22 de marzo de 1920 - † Buenos Aires, Argentina; 10 de diciembre de 1988)  fue un actor de reparto argentino de cine, teatro y televisión.

## Carrera
Chemin fue un actor cómico secundario que se lució en numerosos roles durante la Época de Oro del cine argentino, junto con brillantes actores como José Marrone, Alberto Castillo, Salvador Fortuna, Julia Sandoval, Jacinto Herrera, Mario Fortuna, Nelly Darén, María Concepción César, Iván Grondona, entre otros.
Se inició cinematográficamente a fines de los '40. Fue dirigido, en varias oportunidades, por Julio Saraceni; también filmó a las órdenes de Leopoldo Torres Ríos, Luis Moglia Barth y Enrique Cahen Salaberry.
Falleció a la edad de 68 años el  sábado 10 de diciembre de 1988. Le sobrevivieron su esposa Irma María Teresa Cabona y sus dos hijos Marisa y Daniel Hugo Chemin.

## Filmografía
- 1948: Don Bildigerno en Pago Milagro
- 1950: La barra de la esquina
- 1950: No me digas adiós
- 1951: Buenos Aires, mi tierra querida
- 1951: La última escuadrilla
- 1952: El infortunado Fortunato
- 1953: Por cuatro días locos
- 1955: Los peores del barrio[2]

## Televisión
- 1952: Comedias de bolsillo.[3]
- 1953: Silvia Villar, doctora, junto con Claudia Fontán  y Sergio Malbrán. Fue el primer programa para televisión que hizo Nené Cascallar, autora de larga trayectoria en radioteatro.
- 1953: Recuerdos de Silvia (o Recuerdos de Claudia), con Claudia Fontán, Elba Mania, Fina Suárez y Américo Sanjurjo.
- 1954: Las campanas de Santa María, de Elsa Martínez, nuevamente junto a la primera actriz Claudia Fontán.

## Teatro
- Mi marido hoy duerme en casa (1954), junto a Leonor Rinaldi, Noemí Laserre, Lilian Valmar, Gerardo Chiarella y Enrique Serrano, en el Teatro Apolo.[4]
- Se necesita un hombre con cara de infeliz (1951), encabezada por José Marrone con Fina Suárez y Samuel Giménez.